# Knoblauch (Milower Land)
Knoblauch ist ein Gemeindeteil des Ortsteiles Nitzahn der Gemeinde Milower Land im Landkreis Havelland in Brandenburg (Deutschland).

## Geschichte
Am 30. September 1928 wurden der Gutsbezirk Wendeberg mit den Landgemeinden Wendeberg und Knoblauch zu einer Landgemeinde Wendeberg zusammengelegt.
Am 12. Februar 1929 wurde der Name der Landgemeinde „Wendeberg“ im Landkreis Jerichow II in „Knoblauch“ umgeändert.
Knoblauch gehörte in den Landkreis Jerichow II (seit dem 15. Juni 1950 in Landkreis Genthin umbenannt) der preußischen Provinz Sachsen bzw. des Landes Sachsen-Anhalt.
Am 20. Juli 1950 wurde die bis dahin eigenständige Gemeinde Knoblauch nach Nitzahn eingemeindet. Seit dem 26. Oktober 2003 gehört Knoblauch zur Gemeinde Milower Land.